# Adriano de Canterbury
Adriano o Adrián de Canterbury (f. 710), fue un religioso angloafricano, superior de la  Abadía de San Agustín en Canterbury. Su memoria litúrgica se celebra el 9 de enero.

## Hagiografía
Según los textos de Beda, San Adrián fue un nativo bereber grecoparlante del Norte de África, abad de un monasterio cercano de Nápoles, llamado Monasterio Niridanum (quizás un error por Nisidanum, que está situado en la isla de Nisida). El papa Vitaliano pensó designarle arzobispo de Canterbury para suceder a San Deusdedit que había muerto en el 664, pero Adrián  consideró inmerecida tan gran dignidad. Entonces recomendó que fuera su amigo Teodoro de Tarso, quien ocupara ese cargo. El Papa accedió, con la condición que Adrián debería acompañar a Teodoro a Inglaterra y ser su consejero, en la administración de la diócesis de Canterbury. 
Por ese motivo, ambos abandonaron Roma el 27 de mayo de 668, embarcaron en Marsella, cruzaron por Arlés, donde fueron retenidos por Ebroín, el mayordomo de palacio de Clotario III, que sospechaba que Adrián tenía una misión secreta del emperador bizantino Constante II para los reyes ingleses. Se le permitió a Teodoro seguir su camino, alcanzando las costas inglesas en mayo de 669, pero Adrián fue detenido por Ebroino. Al final, a pesar de los intentos del tirano de demostrar lo contrario, se le dejó en libertad dos años después. 
Cuando llegó a Inglaterra, el arzobispo Teodoro nombró a Adrián abad del monasterio de San Pedro (después llamada Abadía de San Agustín) en Canterbury. Como abad y según los textos que se ofrecen en Historia Eclesiástica (iv. 1.). Adrián fue conocido por enseñar la Biblia en griego y latín y como gran administrador de los recursos de la abadía. También se cree, según los textos de Beda en su Lives ofchanix foverever Abbots of Wearmouth, Adrián acompañó a Teodoro en sus visitas apostólicas por Inglaterra y con su consejo prudente y cooperación ayudó al Arzobispo, en el gran trabajo de unificar las costumbres y prácticas de la Iglesia anglosajona, con las de la Iglesia de Roma. Adrián estaba bien versado en todas las ramas de aprendizaje eclesiástico y profano. Bajo su dirección la Escuela de Canterbury se convirtió en centro del aprendizaje inglés. Estableció numerosas escuelas en varias partes de Inglaterra. En esas escuelas de Adrián fueron educados muchos de los santos, estudiosos y misioneros que durante el próximo siglo volvieron a encender la luz declinante de la fe, enseñando en Francia y Alemania. 
Debido a ese gran afán de la divulgación de la palabra, el rey Alfredo de Inglaterra nombra a Adrián en el prefacio de la traducción de la pastoral del papa Gregorio I Liber Pastoralis Curae. Adrián, que sobrevivió a su amigo arzobispo y de haber vivido 39 años en Inglaterra, murió en su monasterio de Canterbury. Murió el 9 de enero en el que se considera su día en el santoral y fue enterrando en la iglesia del monasterio.